# 兩小無猜條款
兩小無猜條款是許多國家或地區设立的法律條文，意指未達性自主年齡人之間若發生性行為，考量到雙方兩小無猜（指彼此天真無邪，毫無避嫌與猜疑），即使因此觸犯法定強姦者，也得以減輕或免除其刑，或者由非告訴乃論變為告訴乃論。

## 中华人民共和国
2006年，由中华人民共和国最高人民法院所颁布的《最高人民法院关于审理未成年人刑事案件具体应用法律若干问题的解释》（法释〔
2006〕1号）颁布的第6条将这一规定上升为司法解释。规定：“已满十四周岁不满十六周岁的人偶尔与幼女发生性关系，情节轻微、未造成严重后果的，不认为是犯罪”。2013年，两高两部颁布的《最高人民法院、最高人民检察院、公安部、司法部关于依法惩治性侵害未成年人犯罪的意见》（法发〔2013〕12号）第27条，重申了该条款。
此外，中華人民共和國最高人民法院於1957年所發佈的文件《1955年以來姦淫幼女案件檢查總結》曾规定，「至於個別幼女雖未滿14週歲，但身心發育早熟，確係自願與人發生性行為的，法院對被告人酌情從輕或減輕處理，如果男方年齡也很輕，雙方確係在戀愛中自願發生性行為的，則不追究刑事責任」。而1979年《中华人民共和国刑法》制定以后，除以上“两小无猜”条款所列之情形外，奸淫不满十四周岁的幼女之行为，应依据《中华人民共和国刑法》第二百三十六条规定，以强奸罪论，并从重处罚。

## 中华民国
《中華民國刑法》「妨害性自主罪」第227條規定，和未滿16歲或14歲的人發生性行為者，不論其為自願或強迫，都一樣是有罪的，而且是屬於非告訴乃論的罪。而根据《中華民國刑法》第229條之1和前述之227條第1項，如果双方都是未成年人，為告訴乃論和减轻或免除其刑。
（一）刑法上對於未滿16歲之人的性行為，不管是自願或是被迫，都被認為是有罪的，這是因為未成年人的身心發育尚未健全，對於性的認知尚未成熟，法律為了保護未成年人之用，不管是男對女或是女對男發生性行為，都是違反刑法「準強制性侵害罪」。 
（二）故依刑法第227條之規定（準強制性侵害罪或準強制猥褻罪）
1. 對於未滿十四歲之男女為性交者，處三年以上十年以下有期徒刑。
2. 對於未滿十四歲之男女為猥褻之行為者，處六個月以 上五年以下有期徒刑。
3. 對於十四歲以上未滿十六歲之男女為性交者，處七年以下有期徒刑。
4. 對於十四歲以上未滿十六歲之男女為猥褻之行為者，處三年以下有期徒刑。

（三）如與未成年之人發生性交易依據兒童及少年性交易防制條例第22條之規 定：
1. 未滿十六歲之人為性交易者，依刑法之規定處罰之。
2. 十八歲以上之人與十六歲以上未滿十八歲之人為性交易者，處一年以下有期徒刑、拘役或新台幣十萬元以下罰金。

（四）兒童及少年性交易防制條例犯第22條至第29條之罪，經判刑確定者，主管機關應公告其姓名、照片及判決要旨。

## 參见
- 最低合法性交年齡
- 兩小無猜
- 法定強姦

## 外部連結
- 中華民國刑法妨害性自主罪
- 兩小無猜自願上床 照樣犯罪（页面存档备份，存于）
- 成年之人與未成年之青少年兩相情願發生性行為或進行性交易應構成何罪 （页面存档备份，存于）